# Alexandros Theofilakis
Alexandros Theofilakis (græsk: Αλέξανδρος Θεοφιλάκης; født 1877, dødsår ukendt) var en græsk skytte, som deltog i seks af de første moderne olympiske lege fra 1896 til 1924.
Ved de første lege i 1896 i Athen deltog Theofilakis i fri riffel, men opnåede ikke placering blandt de forreste. Hans næste olympiske deltagelse var ved de olympiske mellemlege 1906, ligeledes i Athen. Her deltog han i ti discipliner, i både pistol-, revolver- og riffelskydning. Bedst klarede han sig i revolverskydning, hvor han blev nummer to med 250 point, efter schweizeren Louis Richardet, der opnåede 253 point, mens grækeren Georgios Skotadis med 240 point blev treer. Det blev Theofilakis' eneste individuelle OL-medaljeplacering. I de øvrige discipliner, han stillede op i, opnåede han sekundære placeringer.
Ved legene to år senere i London stillede han op i fem discipliner, heriblandt tre holdkonkurrencer. Det var med det græske hold, han klarede sig bedst; i fri pistol og militærriffel blev grækerne nummer syv. ved OL 1912 i Stockholm sluttede han langt nede i placeringerne i de fire individuelle konkurrencer, han deltog i, mens holdkonkurrencerne igen gik bedst med en græsk femteplads i pistolskydning og en syvendeplads i militærriffel.
Ved OL 1920 i Antwerpen deltog Theofilakis udelukkende i seks holdkonkurrencer. Bedst gik det for grækerne i 30 meter militærpistol, hvor de opnåede 1285 point og en andenplads efter USA, der fik 1310 point, mens Schweiz vandt bronze med 1270 point. De andre på det græske hold var Georgios Moraitinis, Ioannis Theofilakis (Alexandros' yngre bror), Georgios Vaphiaidis og Iason Zappas. I de øvrige konkurrencer, han deltog i, sluttede grækerne på fra en fjerdeplads til en trettendeplads.
Theofilakis deltog sidste gang ved et OL i 1928 i Paris, men han opnåede ingen topplaceringer.